# Harry Bloom
Pour les articles homonymes, voir Bloom.
Œuvres principales
Transvaal Episode - Whittaker's Wife
Harry Saul Bloom (1er janvier 1913 - 28 juillet 1981) était un journaliste, romancier et activiste sud-africain,.

## Biographie
Solomon Harris Bloom est né dans une famille juive sud-africaine. Il a fait ses études à l’Université du Witwatersrand où il obtient un diplôme en droit en 1937. Il devient par la suite avocat à Johannesburg. En 1940 il épouse Beryl Cynthia Gordon et déménage à Londres, résidant dans Old Compton Street pendant le Blitz. Sous les pseudonymes Walter et Beryl Storm (pour contrer l’antisémitisme), ils travaillent tous deux comme correspondants de guerre pendant la Seconde Guerre mondiale et couvrent les procès de Nuremberg après la guerre.
Le couple part habiter en Tchécoslovaquie et ils écrivent le livre We meet the Czechoslovaks, un récit de leurs premières années en Tchécoslovaquie, toujours sous le pseudonyme de Storm. Beryl joua plus tard un rôle actif dans l’édition, le conseil et la dactylographie des manuscrits des livres de son mari. Craignant pour leur sécurité alors que le stalinisme gagne en force en Europe de l’Est après la guerre, ils retournent en Afrique du Sud et s’installent à Bramley à Johannesburg. En 1957, quelques mois après la publication du premier roman de Bloom, Episode in the Transvaal, la famille déménage au Cap.
Le roman Episode fut publié en 1956 ; il fut plus tard renommé Transvaal Episode. Il était dédié à quatre personnes : son épouse Beryl, qui fournit l’aide éditoriale et a dactylographié le manuscrit, Bram Fischer, l’ami proche de Bloom qui a défendu Nelson Mandela lors du procès de Rivonia, l'archevêque Trevor Huddleston et Guy Routh. Bloom a travaillé avec Nelson Mandela à Johannesburg dans les années 1950. Pendant l’état d’urgence qui a suivi le massacre de Sharpeville en 1960, il a été détenu pendant 45 jours sans inculpation ni procès, d’abord à la prison de la rue Roeland, puis à celle de Worcester près du Cap. Il a travaillé sur Whittaker’s Wife (1962) pendant cette période. King Kong : An African Jazz Opera (1961) est devenu une comédie musicale. Episode fut republié en 1981.
En 1963, Bloom quitte l’Afrique du Sud pour le Kenya, principalement en raison de son opposition à l’apartheid, puis déménage en Angleterre. Selon le Times il est venu en Angleterre « à la recherche d’une nouvelle vie, principalement comme universitaire et journaliste. » Sa femme et ses enfants sont restés en Afrique du Sud.
En 1967, il est nommé maître de conférences en droit à l’Université du Kent. Avec le professeur de droit Patrick Fitzgerald, il a aidé à mettre en place le premier département de droit de l’Université. Bloom a ensuite collaboré avec Igor Aleksander, aujourd’hui professeur émérite à l’Imperial College de Londres sur l’impact sociétal des réseaux informatiques et a ensuite travaillé pour une nouvelle unité de recherche juridique en informatique et en communication qui a examiné la protection juridique des logiciels informatiques et la récupération des statuts. Il s’agissait de réunions avec l’Organisation Mondiale de la Propriété Intellectuelle (OMPI), une des agences spécialisées des Nations Unies, créée en 1967 « pour encourager l’activité créatrice et promouvoir la protection de la propriété intellectuelle dans le monde entier. » Bon nombre d'éléments de son travail, et les articles qu’il a écrits, ont eu un impact significatif dans les premiers jours de la transition du « monde hors ligne » au « monde en ligne ». Il est considéré « comme le fondateur de l’enseignement des lois affectant les médias au Royaume-Uni ».